# Церковний устав Ярослава
Устав князя Ярослава про церковні суди — давньоукраїнська пам'ятка, церковно-правовий кодекс Русі — України.
Щодо того ким він був укладений не існує єдиної думки. Одні вважають що він був укладений Ярославом Мудрим з митрополитом Іларіоном, про що й зазначається в ньому самому. А інші вважають що укладений не за Ярослава Мудрого, а в XIII — XIV столітті під впливом західних? середньовічних правних джерел, а церковні автори (укладачі) приписали його Ярославові І, бажаючи підкреслити давність документу й авторитет законодавця.
Церковний устав Ярослава І визначав коло осіб і об'єкт церковної підсудности, головно у справах подружжя і моралі, та приписував грошові кари за посягання на права Церкви.
Відомий з рукописів XV ст., коли у Великому князівстві Литовському становив джерело діючого права.